# Charleville-Mézières

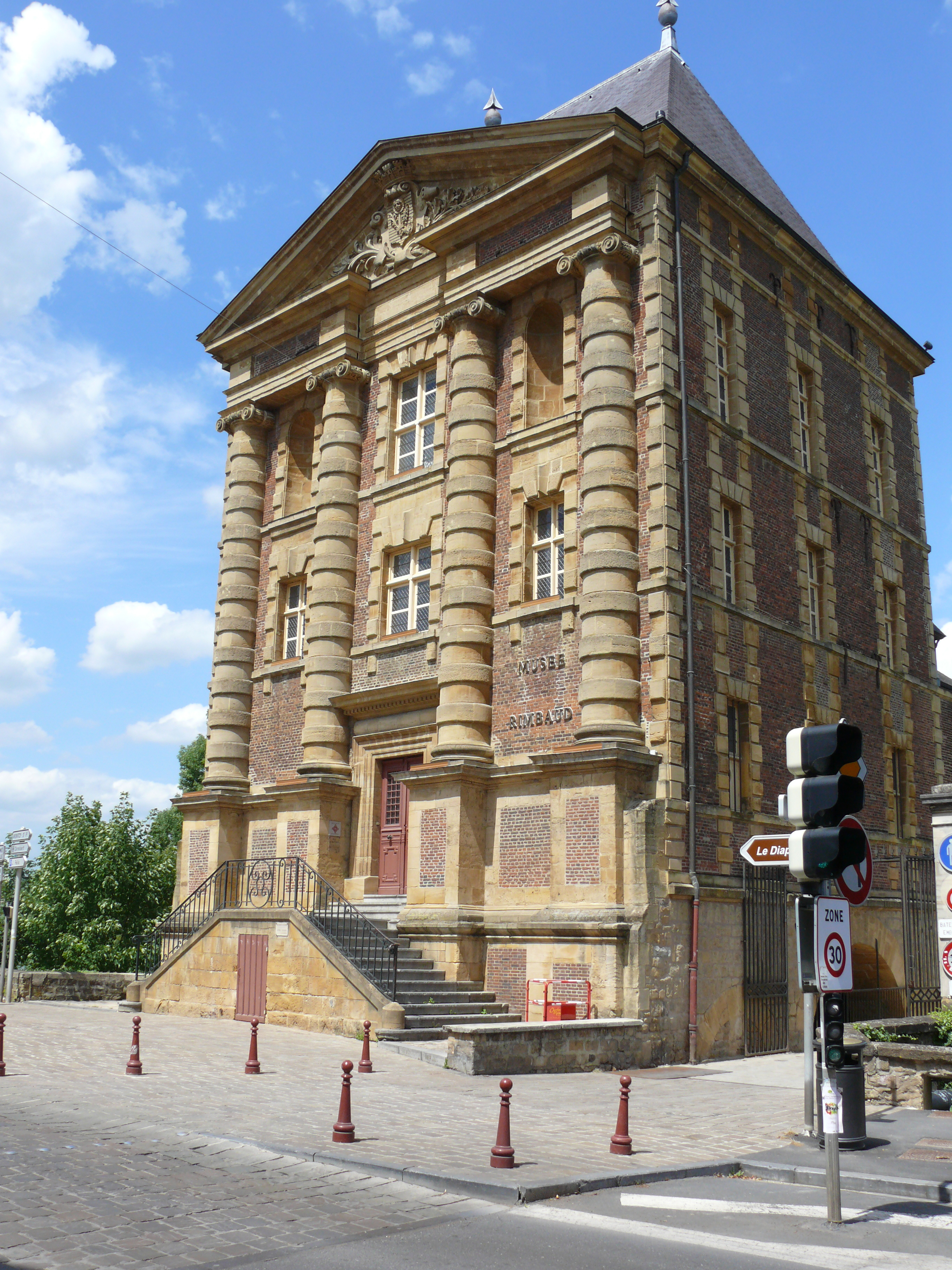
Rimbauds museum

Charleville-Mézières är en stad och kommun i Frankrike med 51 070 invånare . 1966 gjordes en administrativ kommunsammanslagning av två äldre städer, Charleville och Mézières. Staden är huvudort i departementet Ardennes. Genom staden flyter floden Meuse.
Mézières grundades på 800-talet och var i början på 1900-talet främst känt för sin metallindustri. Här låg även i början av 1800-talet en militärhögskola.
Charleville var främst känt för sin vapenindustri och sin flodhamn vid Meuse. Under första världskriget var den tyska militärledningens stora högkvarter förlagt hit september 1914-1916 och den tyske kronprinsens armégruppskvarter 1917-1918.

## Kuriosa
Poeten Arthur Rimbaud föddes i Charleville 1854 och begravdes där 1891. I en gammal kvarn i utkanten av staden har ett museum inrättats till hans minne.

## Befolkningsutveckling
Antalet invånare i kommunen Charleville-Mézières
| Referens: INSEE |